# 姜梦周
姜梦周（1883年11月20日—1929年3月18日），号肖崖，湖南省长沙市宁乡市沙田乡人，与何叔衡、王凌波、谢觉哉三人一同被人们尊称为“宁乡四髯”。

## 生平
1883年11月20日，姜梦周出生在宁乡县沙田乡五里堆罩鼓冲的一个教师家庭。12岁开始先后随父亲读书，18岁时转投李藕苏在宁乡县开办的小金陀馆读私塾8年，与同馆的谢觉哉、王凌波、何叔衡结为好友。
1907年秋，姜梦周考入长沙宁乡驻省中学。在校以“豪侠”著称。20岁时，沙田乡姓岳的一个地主诬蔑农民姜洪辉偷窃其财产，且将他毒打致死，姜梦周替其家属出面打官司，两年时间从县里打到省城，最终胜诉。
1910年4月，长沙爆发抢米风潮，姜梦周第一个剪掉辫子，以单杠铁捧为武器，领导了参加捣毁米店的斗争。
1911年5月间，姜梦周因参加保路运动而被捕入狱，辛亥革命爆发后释放。出狱后，姜梦周立加入学生军，开赴武昌前线作战。在武汉保卫战中，因左腿负伤回到家乡治疗。
1912年春，姜梦周受聘到云山学校任国文兼历史教员，和何叔衡、谢觉哉等进行教学改革。
1914年，姜梦周任云山学校校长，遵照南京临时政府颁布的改革教育的有关规定，改学堂为学校，和谢觉哉等人毁掉“孝悌忠信”横匾，打破传统思想束缚，拟定了“务勤崇朴，尽忠尚公”的新校训，废止跪拜孔子，禁止尊孔读经，取之以西学，地理、历史和自然科学。
1915年，袁世凯同日本帝国主义签订“二十一条”时，姜梦周组织师生分赴横市、黄材、五里堆、双凫铺、老粮仓等地，开展爱国宣传运动，声讨袁世凯的卖国罪行。
1919年，姜梦周应县劝学所所长张干清聘请，任宁乡县劝学员。
1920年9月，毛泽东等创办了长沙文化书社，姜梦周随即和朱剑凡、萧淑沩在1921年3月28日于劝学所创办了文化书社。
1922年，何叔衡介绍姜梦周进入湖南自修大学学习和加入中国共产党，是“湖南入党的第十九名”。
1923年，姜梦周任湘江中学管理员。
1923年11月，军阀赵恒惕关闭了湖南自修大学，中共湖南区执行委员会旋即创建了湘江学校。姜梦周任职管理员，被誉为“湖南革命的先锋”。
1925年暑假，湘江学校因为债务而维艰，姜梦周四处奔走，筹措经费，扭转了学校倒闭的局面。
“马日事变”时期，姜梦周在宁乡县为“宁觉”支部筹措活动经费，后因为受到通缉改名换姓在益阳市达人工厂做工，开展地下工作。
1928年10月15日，姜梦周在宁乡县城被叛徒诱捕，囚禁于长沙皇仑后街陆军监狱。
1929年3月18日，湖南省政府以“湖南青年共产党员均是姜梦周的学生，名声太大，决不能开释”为理由准备枪毙他，姜梦周在长沙浏阳门外识字岭就义，终年46岁。

## 思想
姜梦周所处的时代是新文化运动时期，故而他的思想开放，不因循守旧，他在任职宁乡县劝学员时期，提出了五条纲领。
- 送新书新报，讲解时事，关心国事。
- 写白话文，禁止八股文。
- 鼓励办馆，开展扫盲运动。
- 招收女生，增设国文、算术、体操三门课程。
- 禁止旧私塾，开办新私塾。